# فرط الدرقية
فرط نشاط الغدة الدرقية  هو فرط نشاط نسيج الغدة الدرقية مما يسبب الإفراط في إنتاج هرمونات الغدة الدرقية (هرمون الثيروكسين أو "T4" وثلاثي يودو ثيرونين أو "T3"). وبالتالي فرط نشاط الغدة الدرقية يكون سببا في التسمم الدرقي وهو حالة مرضية تسببها زيادة هرمونات الغدة الدرقية في الدم. ومن المهم أن نلاحظ أن فرط نشاط الغدة الدرقية والتسمم الدرقي ليسا مترادفين. على سبيل المثال التسمم الدرقي يمكن أن يحدث بسبب تناول هرمون الغدة الدرقية من خارج الجسم أو بسبب التهاب الغدة الدرقية، مما يؤدي إلى افراز مخزونها من هرمونات الغدة الدرقية. هرمون الغدة الدرقية مهم على مستوى الخلايا، مما يؤثر على ما يقرب من كل أنواع الأنسجة في الجسم.
وظائف هرمون الغدة الدرقية تتحكم في وتيرة (سرعة) جميع العمليات الحيوية في الجسم. وهذا ما يسمى وتيرة الأيض. إذا كان هناك الكثير من هرمون الغدة الدرقية، كل وظيفة في الجسم تميل للسرعة. ومن ثم ليس من المستغرب أن من بين أعراض فرط نشاط الغدة الدرقية: العصبية، والتهيج، وزيادة التعرق، وزيادة سرعة ضربات القلب، وارتعاش اليد، والقلق، وصعوبة النوم، وترقق في الجلد وتقصف الشعر، وضعف العضلات، خصوصاً في الذراعين والفخذين. حركات الأمعاء المتكررة ربما تحدث، ولكن الإسهال غير مألوف. فقدان الوزن، وأحيانا يكون شديد، على الرغم من الشهية الجديدة، والتقيؤ، وبالنسبة للمرأة، قد يقل تدفق الطمث، وفترات الطمث في كثير من الأحيان تكون أقل من العادة. هرمون الغدة الدرقية أمر بالغ الأهمية للعمل الطبيعي للخلايا. في حالة زيادته، فإنه على حد سواء يحفز الأيض بشكل زائد ويزيد من حدة تأثير الجهاز العصبي السمبثاوي، مما يسبب «تسريع» أجهزة الجسم المختلفة، والأعراض تشبه تناول جرعة زائدة من الإيبينيفرين (الأدرينالين). وتشمل سرعة ضربات القلب، والخفقان، وتأثيرات على الجهاز العصبي مثل رعشة اليدين وأعراض القلق، وزيادة حركة الجهاز الهضمي (الإسهال)، وفقدان شديد في الوزن وانخفاض بشكل غير عادي في مستويات الدهون (الكولسترول) يتم ملاحظته عن طريق فحص الدم.
فرط نشاط الغدة الدرقية عادة ما يبدأ ببطء. في البداية، قد يخطئ الأطباء في التعرف على الأعراض ويعتبروه عصبية بسيطة بسبب الإجهاد. إذا كان شخص يحاول إنقاص وزنه عن طريق اتباع نظام غذائي، فإنه من الممكن أن يسعد بسبب نجاحه في فقدان الوزن حتى يبدأ فرط نشاط الغدة الدرقية، (و الذي سبب سرعة فقدان الوزن)، في أن التسبب بمشاكل أخرى.
في مرض (غريفز) وهو الشكل أو السبب الأكثر شيوعاً من فرط نشاط الغدة، العينين قد تبدو أكبر بسبب تضخم عضلات العين مما يدفع العين إلى الأمام. هذا يمكن إصلاحه فقط جراحيا عن طريق تخفيف الضغط داخل تجويف العين. في بعض الأحيان، واحدة أو كلتا العينين قد تبرز للأمام. بعض المرضى قد يعاني من تورم للجزء الأمامي من الرقبة بسبب تضخم الغدة الدرقية (جويتر). بسبب أن فرط نشاط الغدة الدرقية، وخاصة مرض غريفز، قد ينتقل عبر العائلات، فإن فحص أفراد العائلة قد يكشف عن أفراد آخرين يعانون من مشاكل الغدة الدرقية.
من ناحية أخرى، نقص عمل أنسجة الغدة الدرقية يؤدي إلى أعراض نقص هرمون الغدة الدرقية، ويعرف بخمول الغدة الدرقية. فرط نشاط الغدة الدرقية كثيراً ما يؤدي في النهاية إلى نقص نشاط الغدة الدرقية.

## العلامات والأعراض
ومن أهم العلامات السريرية فقدان الوزن (وغالبا ما يرافقه زيادة الشهية للطعام)، والقلق، وعدم تحمل الحرارة، وفقدان الشعر، وآلام العضلات والضعف والتعب، وفرط النشاط، والتهيج، نقص السكر في الدم، واللامبالاة، وزيادة البول، وزيادة العطش، وهذيان ورعشة وتكون طبقه مخاطية تحت الجلد أمام عظمة الساق (الوذمة المخاطية أمام الطنبوب)، والتعرق. بالإضافة إلى ذلك، فإن المرضى قد يعانوا من مجموعة متنوعة من أعراض مثل عدم انتظام ضربات القلب والخفقان (وخاصة الرجفان الأذيني)، وضيق في التنفس، وفقدان الرغبة الجنسية، والغثيان، والتقيؤ، والاسهال. [بحاجة لمصدر] استمرار فرط نشاط الغدة الدرقية لفترة طويلة دون علاج يمكن أن يؤدي إلى ترقق العظام. في كثير من الأحيان هذه الأعراض النمطية لا تكون موجودة عند كبار السن.
أعراض الجهاز العصبي يمكن أن تشمل الرعشة وحركات غير إرادية مثل الرقاص، أمراض في العضلات، وفي بعض الأفراد الأكثر عرضة (وخاصة من أصل آسيوي) الشلل الدوري. وقد تم اثبات وجود ثمة ارتباط بين مرض الغدة الدرقية ومرض الوهن العضلي الوبيل. ومرض الغدة الدرقية، في هذه الحالة، هو مرض مناعة ذاتية (autoimmune)وحوالي 5% من المرضى الذين يعانون من مرض الوهن العضلي يعانون أيضا من فرط نشاط الغدة الدرقية. الوهن العضلي الوخيم نادرا ما يتحسن بعد علاج الغدة الدرقية، والعلاقة بين الحالتين ليست مفهومة جيدا. [بحاجة لمصدر] هناك بعض الأمراض العصبية النادرة جدا التي ترتبط بطريقة مشكوك فيها مع التسمم الدرقي مثل الورم الكاذب في المخ وcerebri pseudotumor، التصلب الجانبي، أعراض تشبه متلازمة غيلان باري. [بحاجة لمصدر]
هناك علامات بسيطة في العين قد تكون موجودة في أي نوع من فرط نشاط الغدة الدرقية، تشمل تراجع الجفن (التحديق)، وضعف عضلات العين الخارجية، وتلكؤ الجفن. [بحاجة لمصدر] في التحديق الناتج عن زيادة نشاط الغدة الدرقية (علامة دالريمبل) الأجفان تتراجع إلى أعلى أكثر من الوضع العادي (الوضع الطبيعي للجفن هو عند الالتقاء العلوي بين القرنية والملتحمه limbus corneoscleral، حيث يبدأ بيضاء العين عند الحدود العليا من القزحية). وضعف العضلات الخارجية للعين قد يسبب الرؤية المزدوجة. في تلكؤ الجفن (Von Graefe's sign) علامة فون جريف، عندما يتتبع المريض بنظره جسم يتحرك للأسفل، يفشل الجفن في متابعة تحرك القزحية للأسفل، ويحدث بشكل مؤقت نفس النوع من انكشاف الجزء العلوي من العين الذي يحدث مع تراجع الجفن. هذه العلامات تختفي مع معالجة فرط نشاط الغدة الدرقية.
لا ينبغي الخلط بين أي من هذه العلامات في العين وبين الجحوظ exophthalmos (بروز لمقلة العين)، الذي يحدث على وجه التحديد وبشكل فريد في فرط نشاط الغدة الدرقية الناجم عن مرض غريفز (لاحظ أن ليس كل جحوظ في العين يحدث نتيجة مرض غريفز، ولكن عندما يكون موجود مع فرط نشاط الغدة الدرقية يكون علامه مؤكده لتشخيص مرض غريفز). هذا البروز إلى الأمام للعيون يحدث بسبب التهاب بوساطة الخلايا المناعيه في الدهون الموجودة خلف العين (محجر العين). الجحوظ عندما يكون موجود، قد يؤدي إلى تفاقم تلكؤ الجفن والتحديق الناتج عن زيادة نشاط الغدة.
أزمة فرط نشاط الغدة الدرقية (عاصفة الغدة الدرقية) هو أحد المضاعفات النادر لكن الشديده من فرط نشاط الغدة الدرقية، والتي قد تحدث لمريض فرط نشاط الغدة الدرقية عندما يصاب بمرض اخر شديد أو يتعرض لضغط جسدي شديد. يمكن أن تشمل اعراضها، : زيادة في درجة حرارة الجسم لأكثر من 40 درجة مئوية (104 درجة فهرنهايت)، زيادة سرعة ضربات القلب، اضطراب ضربات القلب، والتقيؤ، الاسهال، الجفاف، الغيبوبة والموت. [بحاجة لمصدر]الغدة الدرقية العاصفة تتطلب علاج طارئ وحجز في المستشفي. العلاج الأساسي هو إنقاص مستويات هرمون الغدة الدرقية في الدم وخفض تكوينها. Propylthiouracilبروبيل ثيويراسيل، ميثيمازول هما مواد تقلل تصنيع هرمون الغدة الدرقية لذا عادة توصف في جرعات عالية إلى حد ما. لمنع افراز الهرمون من الغدة الدرقية، يوديد الصوديوم، يوديد البوتاسيوم أو محلوLugol يمكن أيضا أن يعطى للمريض ويمكن استخدام حاصرات بيتا (مثبطات المستقبلات بيتا) مثل بروبرانولول Inderal، Inderal LA، Innopran XL) للمساعده على التحكم في معدل ضربات القلب، وستيرويد عن طريق الحقن للمساعدة في دعم الدورة الدموية. في وقت سابق من هذا القرن، اقتربت نسبة الوفيات من عاصفة الغدة الدرقية إلى 100 ٪. لكن الآن، مع استخدام العلاج المكثف على النحو المبين أعلاه، فإن معدل الوفيات الناجمة عن العاصفة الدرقية هو أقل من 20 ٪.

## الأسباب
هناك عدة أسباب لفرط نشاط الغدة الدرقية. في معظم الأحيان، يزيد إفراز الهرمون من الغدة الدرقية كلها. هذا يسمى مرض غريفز في حالات أقل شيوعا، يكون جزء واحد هو المسؤول عن إفراز الهرمون الزائد، «البقعة الساخنة» «العقدة الساخنة». (التهاب الغدة الدرقية) يمكن أيضا أن يسبب فرط نشاط الغدة الدرقية. زيادة إفراز الهرمون من أنسجة الغدة الدرقية يحدث في عدد من الحالات الطبية.
الأسباب الرئيسية في البشر هي:
- مرض جريفز:: وهو من أمراض المناعة الذاتية (عادة يكون أكثر الأسباب شيوعا في جميع أنحاء العالم مع نسبة% 50-80، رغم أن هذه النسبة تختلف جوهريا حسب الموقع—أي 47% في سويسرا إلى 90% في الولايات المتحدة الأمريكية. وهذا يعتقد أنه بسبب اختلاف كمية اليود في النظام الغذائي في الدول المختلفة.[7]
- الورم الحميد السام للغدة الدرقية (أكثر الأسباب شيوعا في سويسرا، 53 ٪، ويعتقد أنه غير نمطي بسبب انخفاض مستوى اليود الغذائي في هذا البلد)[7]
- تضخم الغدة الدرقية السام متعدد العقد (toxic multinodular goitre)

ارتفاع مستوى هرمونات الغدة الدرقية في الدم (أدق وصف hyperthyroxinemia) يمكن أن يحدث لعدد من الأسباب الأخرى:
- التهاب الغدة الدرقية. وهناك عدة أنواع مختلفة من التهاب الغدة الدرقية بما في ذلك التهاب هاشيموتو (التهاب بوساطة الخلايا المناعية)، والتهاب الغدة الدرقية تحت الحاد (DeQuervain 's). قد تسبب هذه الأنواع في البداية زيادة إفراز هرمون الغدة الدرقية، ولكن تطور الحالة عادة يؤدي إلى خلل في الغدة، وبالتالي، إلى نقص إفراز هرمون الغدة الدرقية.
- تناول كمية كبيرة من أقراص هرمونات الغدة الدرقية عن طريق الفم، أو كما يحدث في حاله نادرة عند استهلاك لحوم البقر الملوثة بأنسجة الغدة الدرقية، وبالتالي هرمون الغدة الدرقية (يسمى «فرط نشاط الغدة الدرقية بسبب همبرغر»).
- اميودارون، هو دواء مضاد لعدم انتظام نبضات القلب، هيكليا مشابهة لهرمون الغدة الدرقية ويمكن أن يتسبب إما في نقص أو فرط نشاط الغدة الدرقية.
- فرط نشاط الغدة الدرقية بعد الولادة يحدث في حوالي 7% من النساء خلال عام بعد الولادة. وعادة يمر المرض بعدة مراحل، المرحلة الأولى منها هي فرط نشاط الغدة. هذا الشكل من فرط نشاط الغدة عادة ما يقوم بتصحيح نفسه في غضون أسابيع أو شهور دون الحاجة لتلقي العلاج.

## التشخيص
قياس مستوى الهرمون المنشط للغدة الدرقية (TSH)، التي تنتجه الغدة النخامية (والذي بدوره ينظم بواسطه الهورمون المنشط ل TSH الذي يفرز من الهيبوثالامس) في الدم عادة ما يكون الاختبار الأول للمشتبه باصابتهم بفرط نشاط الغدة الدرقية. انخفاض مستوى (TSH)عادة يشير إلى أن الغدة النخامية تم تثبيطها أو تلقت «تعليمات» من المخ لخفض تحفيز الغدة الدرقية بعد أن لمس زيادة مستويات هرمونات الغدة الدرقية (T3,T4)في الدم. نادرا، انخفاض نسبه (TSH) يشير إلى فشل رئيسي في الغدة النخامية، أو تثبيط مؤقت لها بسبب مرض آخر (متلازمة مرضى الغدة الدرقية السليمة - سَوِيُّ الدَّرَقِيَّة) (euthyroid sick syndrome) وبالتالي قياس نسبة هرمونات (T3,T4) لا يزال مفيدا من الناحية السريرية.
قياس الأجسام المضادة الخاصة، مثل، مضادات مستقبلات (TSH) في مرض غريفز، أو المضادة للبيروكسيديز في الغدة الدرقية في حالة التهاب الغدة الدرقية هاشيموتو -سبب شائع في نقص نشاط الغدة الدرقية - قد تسهم أيضا في التشخيص.
ويتأكد تشخيص فرط نشاط الغدة الدرقية بواسطة اختبارات الدم التي تظهر انخفاض الهرمون المحفز للغدة الدرقية (TSH) وارتفاع مستويات هرمونات الغدة الدرقية (T3 وT4). [TSH] هو الهرمون الذي يصنع بواسطة الغدة النخامية في الدماغ الذي يتحكم في درجة نشاط الغدة الدرقية وكمية الهرمون الذي تصنعه. عندما يكون هناك الكثير من هرمون الغدة الدرقية، ينخفض (TSH). واختبار امتصاص اليود المشع ومسح الغدة الدرقية معا تمكن أخصائي الأشعة والأطباء من تحديد سبب فرط نشاط الغدة الدرقية. اختبار الامتصاص يستخدم اليود المشع ويؤخذ بالحقن أو عن طريق الفم على معده فارغه لقياس كمية اليود التي تمتصها الغدة الدرقية. الأشخاص الذين يعانون من فرط نشاط الغدة يمتصوا كمية كبيره جدا من اليود. ويجري عادة مسح الغدة الدرقية ويتم ربط الصور الناتجة مع اختبار الامتصاص مما يسمح بفحص بصري للغدة النشطة.
التصوير الومضاني للغده (scintigraphy) يكون مفيد في تمييز (التمييز بين الأسباب المختلفة) فرط نشاط الغدة وتمييزه عن التهاب الغدة الدرقية. هذا الإجراء عادة ما ينطوي على اثنين من الفحوص التي تجرى في اتصال مع بعضها البعض: اختبار امتصاص اليود ومسح (تصوير) بكاميرا جاما. اختبار امتصاص اليود يتم عن طريق إعطاء جرعة من اليود المشع، وعادة ما يستخدم اليود - 123 أو 123 I، الذي هو أكثر النظائر المشعه لليود مناسب للدراسة التشخيصية لأمراض الغدة الدرقية. I- 123 هو النظير المثالي تقريبا من اليود لتصوير أنسجة الغدة الدرقية والامتدادات السرطانيه للغدة (السرطانات الثانوية).
عادة، يتم أخذ قرص عن طريق الفم يحتوي على يوديد الصوديوم (NaI) الذي يحتوي على كمية صغيرة من اليود 123، وربما تصل إلى أقل من حبة الملح. عادة يكون من المطلوب ساعتين من الصيام عن الطعام قبل، وساعة بعد تناول القرص. عادة هذه الجرعة المنخفضة من اليود المشع تكون مناسبه الأفراد الذين يعانون من حساسية لليود (مثل أولئك الذين لا يستطيعون تحمل الصبغة التي تحتوي على جرعة أكبر من اليود مثل المستخدمة في الاشعة المقطعية، pyelogram تصوير المسالك البوليه (IVP)، وإجراءات تشخيصيه مماثلة). يتم التخلص من فائض اليود المشع الذي لا يتم امتصاصه في الغدة الدرقية من الجسم في البول. بعض المرضى قد يعاني من حساسية بسيطه من اليود المشع، ويمكن إعطاءهم مضادات الهيستامين. يعود المريض عادة بعد 24 ساعة لقياس مستوى امتصاص «اليود المشع» (الذي تمتصه الغدة الدرقية) بواسطة جهاز قياس له قضيب معدني يوضع على العنق ويقيس النشاط الإشعاعي التي ينبعث من الغدة الدرقية. هذا الاختبار يستغرق حوالي 4 دقائق بينما يتم حساب نسبة الامتصاص بواسطة برنامج (software) على الجهاز. نموذجيا يتم أيضا مسح للغده، حيث يتم أخذ صور (من الزاوية اليمنى، اليسرى والمركز) للغدة الدرقية المشبعه بالصبغة باستخدام كاميرا جاما، طبيب الأشعة يقرأ النتائج ويعد تقرير يبين نسبة الامتصاص والتعليقات بعد الاطلاع على الصور. في مرضى زيادة نشاط الغدة عادة «تمتص الغدة» مستويات أعلى من المعتاد من اليود المشع. المستويات العادية لامتصاص الأيودين المشع هي 10-30 ٪.
وبالإضافة إلى اختبار مستويات (TSH)، العديد من الأطباء يجري اختبار لمستوى T3, T3 الحر، T4 و/ أو T4 الحر للحصول على نتائج أكثر تفصيلا. نموذجيا الحد الأعلى لمستوى لهذه الهرمونات في البالغين هي: (TSH)(وحدات): 0.45—4.50 uIU / مل؛ T4 الحر / المباشر (نانوجرام): 0.82—1.77 نانوغرام /dl، وT3 (نانوجرام): 71—180 (نانوغرام) / dl. في لأشخاص ذوي فرط نشاط الغدة يمكن أن تعرض الاختبارات مستويات أعلى عدة مرات من هذه الحدود العليا للT4 و/ أو T3. انظر الجدول الكامل لمعدل الحدود الطبيعية لنشاط الغدة الدرقية في مقال الغدة الدرقية.

## العلاج
طرق العلاج المقبولة عموما لفرط نشاط الدرق في البشر تشمل استخدام مؤقت أولي للأدوية المثبطه للغده الدرقية suppresive thyrostatics medication (الأدوية ضد الغدة الدرقية)، وربما في وقت لاحق استخدام العلاج الجراحي أو العلاج باستخدام النظائر المشعة. كل طرق العلاج قد تسبب في خمول الغدة الدرقية الذي يمكن أن يعالج بسهولة باستخدام مكملات من دواء ليفوثيروكسينlevothyroxine.

### العلاج الطبي المؤقت

#### الأدوية المثبطه للغده الدرقية Thyrostatics (الأدوية ضد الغدة الدرقية)
Thyrostatics الأدوية المثبطة للغدة الدرقية هي الأدوية التي تثبط إنتاج هرمونات الغدة الدرقية، مثل carbimazole (المستخدم في المملكة المتحدة) وميثيمازول (المستخدمة في الولايات المتحدة)، وpropylthiouracil. ويعتقد أن هذه الأدوية تعمل من خلال تثبيط اتحاد اليود مع ثايروجلوبولين بواسطة thyroperoxidase، وبالتالي، تثبيط تكوين T4. Propylthiouracil يعمل أيضا خارج الغدة الدرقية، من خلال منع تحويل T4(غير النشط في الغالب) إلى النموذج النشط T3. لأن أنسجة الغدة الدرقية عادة ما تحتوي على احتياطي كبير من هرمون الغدة الدرقية، يمكن للأدوية المثبطه للغده الدرقي أن jستغرق أسابيع لتصبح فعالة، والجرعة عادة ما تحتاج إلى أن تكون معايره بعناية على مدى أشهر، مع زيارات منتظمه للطبيب واختبارات الدم لرصد النتائج.
الجرعة المطلوبة في كثير من الأحيان تكون عالية جدا في بداية العلاج، ولكن إذا تم استخدام جرعة عالية جدا باستمرار، يمكن للمريض أن يعاني من أعراض نقص نشاط الغدة الدرقية (القصور الدرقي). هذه المعايرة للجرعة من الصعب القيام بها بدقة، ولذلك في بعض الأحيان يتم استخدام أسلوب «اقفل ثم عوض». في هذا الأسلوب العلاجي تؤخذ العلاجات المثبطه للغده Thyrostatics بكميات كافية لمنع إنتاج هرمونات الغدة الدرقية تماما، ثم معالجة المريض كما لو كان لديهم قصور درقي تام (بمكملات تعويضية من هرمونات الغدة الدرقية).

#### حاصرات بيتا (مثبطات المستقبلات بيتا)
العديد من الأعراض الشائعة لفرط نشاط الغدة الدرقية مثل الخفقان، الرعشة، والقلق تحدث بواسطة زياده عدد مستقبلات بيتا الأدرينالية على أسطح الخلايا. حاصرات بيتا، التي عادة ما تستخدم لعلاج ارتفاع ضغط الدم، هي فئة من العقاقير التي تعوض هذا التأثير، وتحد من سرعة النبض المرتبطة بإحساس الخفقان، وتقلل الرعشة والقلق. وبالتالي يمكن وصفها للمريض الذي يعاني من أعراض فرط نشاط الغدة، في كثير من الأحيان يمكن الحصول على راحة مؤقتة فورية حتى يتم تشخيص فرط نشاط الغدة بواسطة اختبار امتصاص اليود المشع المشار إليها أعلاه ووصف أدويه أخرى دائمة. لاحظ أن هذه الأدوية لا تعالج فرط نشاط الغدة الدرقية أي من آثاره على المدى الطويل، ولكنها فقط تعالج أو تخفف أعراض الحالة. عقار بروبرانولول (أحد أنواع حاصرات بيتا) من الممكن أن يكون له بعض التأثير الضئيل على إنتاج هرمون الغدة الدرقية—حيث له دورين في علاج فرط الدرقية، يحددها نظائر مختلفة من بروبرانولول. ل- بروبرانولول يسبب تثبيط بيتا وبالتالي معالجة الأعراض المرتبطة بفرط نشاط الغدة مثل الرعشة، والخفقان، والقلق، وعدم تحمل الحرارة. د-بروبرانولول يثبط انزيم deiodinase بالتالي يمنع تحويل T4 إلى T3 ويقدم الحد الأدنى من التأثير العلاجي. «حاصرات بيتا» الأخرى تستخدم فقط لعلاج الأعراض المرتبطة بفرط نشاط الغدة الدرقية. بروبرانولول في الولايات المتحدة، وميتوبرولول في المملكة المتحدة، هي الأكثر استخداما لتقوية العلاج لمرضى زيادة نشاط الغدة الدرقية.

### العلاج الدائم
استخدام الجراحة كخيار للعلاج كان يستخدم قبل استخدام العلاج بالنظائر المشعة (استئصال الغدة الدرقية باستخدام اليود المشع 131)، ولكنه ما زال مطلوبا في الحالات التي تكون فيها الغدة الدرقية كبيره وتسبب ضغط على العنق، أو عندما يكون السبب الكامن وراء فرط نشاط الغدة الدرقية أمراض سرطانية. بعض المرضى الذين يعانون من أمراض العين المرتبطة بالغدة الدرقية مما يسبب ازدواج الرؤية لأن هذه الحالة يمكن أن تتفاقم عن طريق العلاج الإشعاعي.

#### الجراحة
الجراحة (لاستئصال الغدة الدرقية كلها أو جزء منها) لا يستخدم على نطاق واسع لأن أكثر أشكال فرط نشاط الغدة شيوعاً يعالج بشكل فعال بواسطة اليود المشع، ولأن هناك نسبة خطورة من استئصال الغدد الجار درقية الملاصقة للغده الدرقية عن طريق الخطأ، أو قطع العصب الحنجري الراجع، مما يسبب صعوبة البلع، وببساطة عدوى البكتيريا (ستاف) كما هو الحال مع أي عملية جراحية كبرى. بعض المرضى بمرض غريفز، ولكن لا يمكنهم أن يتحملوا الأدوية لسبب أو لآخر، والمرضى الذين لديهم حساسية لمادة اليود، أو المرضى الذين يرفضون اليود المشع قد يختاروا التدخل الجراحي. أيضا، بعض الجراحين يعتقدون أن العلاج باليود المشع غير آمن في المرضى الذين يعانون من غدة كبيرة جداً بشكل غير عادي، أو هؤلاء التي بدأت عيونهم في الجحوظ خشية أن جرعة كبيرة من اليود المشع 131 ستؤدي فقط إلى تفاقم أعراض المريض.

#### اليود المشع
في 131 اليود (اليود المشع)، العلاج بالنظائر المشعة، اليود المشع - 131 يعطى عن طريق الفم (إما عن طريق حبوب أو سائل) مرة واحدة، لتقلل بشده، أو تدمر كليا عمل الغدة الدرقية المفرطة النشاط. هذا النظير من اليود المشع المستخدم في العلاج الذري هو أكثر فعالية من اليود المشع المستخدم في التشخيص (اليود - 123) الذي لديه نصف العمر البيولوجي 8-13 ساعات. اليود 131، والذي يبعث أيضا جسيمات بيتا التي هي أكثر ضررا للأنسجة على المدى القصير، لديه نصف عمر حوالي 8 أيام. أحيانا يتم إعطاء المرضى الذين لا يستجيبون بشكل كاف للجرعة الأولى من اليود المشع، جرعه إضافية أكبر. في هذا العلاج يتم امتصاص اليود 131 من قبل الخلايا النشطة في الغدة الدرقية، ويدمرها، مما يجعل الغدة الدرقية معظمها أوكلها غير فعاله. ولأنه يتم امتصاص اليود بشكل أسرع (ولكن ليس حصريا) بواسطة خلايا الغدة الدرقية، و (الأهم) بشكل أسرع كثيرا بواسطة خلايا الغدة الدرقية الأكثر نشاطا، يكون التدمير محدود، وليس هناك أي آثار جانبية على نطاق واسع في الجسم مع هذا العلاج. وقد استخدم العلاج الذري باليود المشع لأكثر من 50 عاما، والأسباب الرئيسية الوحيدة لعدم استخدامها هي الحمل والرضاعة الطبيعية (لأن انسجة الثدي تمتص أيضا وتركز اليود). بمجرد أن يتم تقليل نشاط الغدة الدرقية، يبدأ أخذ العلاج التعويضي الهرموني عن طريق الفم كل يوم مما يوفر بسهولة الكميه المطلوبة من هرمون الغدة الدرقية التي يحتاجها الجسم. مع ذلك، هناك دراسة مقارنه تشير إلى زيادة حالات السرطان بعد علاج فرط نشاط الغدة الدرقية باستخدام اليود المشع.
والميزة الرئيسية لعلاج فرط نشاط الغدة الدرقية باليود المشع هو أنه يميل إلى أن يكون لديه معدل نجاح أعلى بكثير من الأدوية. اعتمادا على جرعة مختاره من اليود المشع، والمرض تحت العلاج (مرض غريفز مقابل التسمم الدرقي، مقابل العقدة الساخنة الخ) نسبة النجاح في تحقيق حل نهائي لفرط نشاط الغدة قد تتراوح من 75-100 ٪. والآثار الجانبية الكبيرة المتوقعة من اليود المشع في المرضى الذين يعانون من مرض غريفز هو حدوث قصور درقي مدى الحياة مما تستدعي العلاج اليومي بهرمون الغدة الدرقية. أيضا، هناك مؤشرات تدل على أن بعض المرضى الذين يعانون من أعراض العين المرتبطة بالمرض، تتفاقم هذه الأعراض بعد العلاج باليود المشع، ولهذا السبب بعض المرضى يحتاج الحل الجراحي. أحيانا، بعض المرضى قد يتطلب أكثر من جلسه واحده من العلاج الإشعاعي، يعتمد هذا على نوع المرض، وحجم الغدة الدرقية، والجرعة الأولى من العلاج. كثير من المرضى في البداية يكونوا غير سعداء بفكرة الحاجة إلى أخذ حبوب هرمون الغدة الدرقية لبقية حياتهم. ومع ذلك، هرمون الغدة الدرقية الخارجي آمن وغير مكلف وسهل الاستخدام، ومطابق لهرمون الغدة الدرقية الذي يصنع طبيعيا بواسطه الغدة الدرقية، وهذا العلاج آمن للغاية ومقبول بشكل كبير للغاية من جانب الغالبية العظمى من المرضى.
لأن العلاج باليود المشع يسبب تدمير نسيج الغدة الدرقية، كثيرا ما تكون هناك فترة مؤقته بعد العلاج باليود المشع تتراوح من عدة أيام إلى أسابيع تزداد خلالها أعراض فرط نشاط الغدة الدرقية سوءا. وهذا يحدث عادة نتيجة لأن هرمون الغدة الدرقية الذي كان موجودا داخل خلايا الغدة الدرقية يطلق في الدم بعد تدمير الخلايا بوساطة اليود المشع. في بعض المرضى، العلاج بالأدوية مثل حاصرات بيتا (بروبرانولول، أتينولول، الخ) قد يكون مفيد خلال هذه الفترة. وكثير من المرضى قادرين على تحمل الأسابيع القليلة الأولى من دون أي مشكلة على الإطلاق.
معظم المرضى لا يواجهون أي صعوبات بعد العلاج باليود المشع، والذي عادة ما يعطى كقرص صغير. وفي بعض الأحيان قد يحدث ألم في العنق، أو التهاب في الحلق بعد بضعة أيام، إذا حدث التهاب في الغدة الدرقية مما يسبب في الانزعاج في الرقبة أو منطقة الحلق. هذه الأعراض عادة ما تكون مؤقته، وليست مرتبطه بالحمى الخ.
المرأة التي ترضع رضاعة طبيعية يجب
أن توقف الرضاعة لمدة اسبوع على الاقل، ومن الأفضل أن توقفها لمده أطول، بعد العلاج باليود المشع، وكميات صغيرة من اليود المشع قد تكون موجودة في حليب الأم حتى عدة اسابيع بعد العلاج باليود المشع.
والنتيجة الشائعة التالية للعلاج باليود المشع هو التحول من فرط نشاط الغدة الدرقية إلى القصور الدرقي (خمول الغدة الدرقية) الذي يمكن علاجهه بسهولة، وهذا يحدث في 78% من الذين عولجوا من 'التسمم الدرقي ومرض غريفز في 40% من المصابين بتضخم الغدة الدرقية السام متعدد العقيدات أو الورم الحميد الانفرادي السام. استخدام جرعات كبيرة من اليود المشع تقلل من حالات فشل العلاج، لكنه بسبب الاستجابة العالية للعلاج، في الغالب ترتفع معدلات حدوث القصور الدرقي في نهاية المطاف وهو ما يتطلب العلاج الهرموني لمدى الحياة.
تزداد الحساسية للعلاج باليود المشع في الغدد الدرقية التي تظهر في المسح بالأشعة التليفزيونيه أكثر اتساقا) hypoechogenic (، وذلك بسبب أن الخلايا كبيرة وكثيفة مع نسبة 81% من الحالات يتحول إلى قصور درقي في وقت لاحق، مقارنة ب 37% فقط في هؤلاء الذين تظهر لديهم الغدة طبيعية في المسح الضوئي (normoechogenic).

### العاصفة الدرقية
العاصفة الدرقية تسبب أعراض شديدة من فرط نشاط الغدة الدرقية. وهي تعالج بكثافه بوسائل الإنعاش جنبا إلى جنب مع مجموعة من طرق العلاج المذكورة أعلاه بما في ذلك : «حاصرات بيتا» في الوريد مثل بروبرانولول، تليها thionamide مثل methimazole، معالجتها باليود المشع radiocontrast أو محلول اليود إذا كان العامل المشع غير متاح، والستيرويد عن طريق الحقن مثل الهيدروكورتيزون.

## في الحيوانات الأخرى

### القطط
في مجال الطب البيطري فرط نشاط الغدة الدرقية هو واحد من أكثر أمراض الغدد الصماء الشائعة التي تؤثر على القطط المستأنسة كبيرة السن. بعض الأطباء البيطريين يقدر أنه يحدث بنسبه تصل إلى 2% من القطط فوق سن ال 10 سنوات. وأصبح المرض أكثر شيوعا بدرجة كبيرة منذ التقارير الأولى من فرط نشاط الغدة الدرقية في القطط في 1970s. في القطط، أحد أسباب فرط نشاط الغدة الدرقية يميل إلى أن يكون أورام حميدة، ولكن السبب في أن هذه القطط يحدث لها مثل هذه الاورام لا يزال قيد البحث.
لكن الأبحاث الحديثة التي نشرت في العلوم البيئية والتكنولوجيا، من منشورات الجمعية الكيميائية الأميركية، يشير إلى أن العديد من حالات فرط نشاط الغدة في القطط ترتبط مع التعرض للملوثات البيئية تدعى إيثرات ثنائي الفينيل متعدد البروم (PBDEs)، والتي تكون موجودة في مثبطات اللهب في كثير من المنتجات المنزلية، لا سيما الأثاث وبعض المنتجات الإلكترونية.
الدراسة التي استند إليها التقرير، أجريت بالاشتراك مع باحثين في الوكالة الوطنية للتأثيرات المعملية على البيئة والصحة، وجامعة ولاية انديانا. في الدراسة، التي شملت 23 قطة أليفة لديها فرط نشاط الغدة الدرقية، وكانت مستويات PDBE في الدم ثلاثة أضعاف ما كانت عليه في تلك القطط الأصغر سنا، التي لا تعاني زيادة نشاط الغدة. ومن الناحية المثالية، إيثرات ثنائي الفينيل متعدد البروم (PBDE) واختلال الغدد الصماء ذات الصلة به التي تسبب أضرار صحية خطيرة ليس من المفروض أن تكون موجودة في دم أي من الحيوانات أو البشر.
وفي الآونة الأخيرة، تم اكتشاف الطفرات في مستقبلات هرمون الغدة الدرقية الذي تؤدي إلى التنشيط الأساسي لخلايا الغدة الدرقية. عوامل أخرى كثيرة قد تلعب دورا في التسبب في المرض مثل مواد مسببه لجويتر goitrogens (الايسوفلافون مثل جينيستين، daidzein وquercertin) واليود والسيلينيوم الموجود في الغذاء.
وأكثر الأعراض شيوعا هي : فقدان الوزن السريع، عدم انتظام دقات القلب (سرعة دقات القلب)، والتقيؤ، والإسهال، وزيادة استهلاك السوائل (polydipsia)، والطعام، وزيادة البول (polyuria). وتشمل الاعراض الأخرى فرط النشاط، والعصبية، طنين القلب (أصوات غير طبيعيه مصاحبه لضربات القلب)، وإيقاع (غالوب) مع ضربات القلب، ومظهر أشعث، وأظافر كبيرة وغليظة. حوالي 70% من القطط المصابة لديها تضخم في الغدد الدرقية (جويتر).
نفس الثلاثة أنواع من العلاج المستخدمة مع البشر تستخدم أيضا في علاج فرط نشاط الغدة الدرقية في القطط (الجراحة والعلاج اليود المشع، والعقاقير المضادة للغدة الدرقية). ويجب إعطاء الأدوية للقطط للفترة المتبقية من حياتهم، ولكنه قد يكون الخيار الأقل كلفة، وخاصة بالنسبة للقطط الكبيرة جدا. اليود المشع والعلاج الجراحي في كثير من الأحيان يعالج فرط نشاط الغدة. بعض الأطباء البيطريين يفضلون العلاج باليود المشع أكثر من العملية الجراحية لأنه لا يحمل المخاطر المرتبطة بالتخدير. العلاج باليود المشع، ومع أنه لا يتوفر في جميع المناطق للقطط. والسبب هو أن هذا العلاج يتطلب خبرة ومنشات خاصه في الاشعة النووية، لأن بول وعرق ولعاب وبراز الحيوان تظل مشعة لعدة أيام بعد العلاج، وتتطلب معالجة خاصة داخل المستشفى الخاصة عادة لمدة 3 أسابيع كامله (الأسبوع الأول في العزل التام والاسبوعين التالين في الحبس الوثيق). المبادئ التوجيهية لمستويات الإشعاع تختلف من ولاية إلى أخرى ؛ بعض الولايات مثل ماساتشوستس تسمح بالحجز داخل المستشفى لمده قليله مثل يومين قبل إرسال الحيوان إلى بيته مع تقديم التعليمات الخاصة لرعاية القطة. يميل الأطباء إلى إجراء الجراحة فقط عندما تتأثر ناحيه واحده فقط من الغدد الدرقية (مرض في جانب واحد)؛ ولكن بعد العملية الجراحية، الغدة المتبقية قد تصبح أكثر نشاطا. كما هو الحال في البشر، واحدة من أكثر المضاعفات شيوعا من الجراحة هي قصور الغدة الدرقية.

### الكلاب
فرط نشاط الغدة الدرقية نادر جدا في الكلاب (تحدث في أقل من 1 أو 2% من الكلاب)، لكنهم يميلون بدلا من ذلك إلى أن يكون لديهم المشكلة المعاكسة: قصور الغدة الدرقية الذي يمكن أن يعبر عن وجوده في شكل المظهر غير الصحي ومشاكل الخصوبة عند الإناث. عندما يظهر فرط نشاط الغدة الدرقية في الكلاب، غالبا ما يكون ذلك بسبب الإفراط في التغذية التكميلية بهرمون الغدة الدرقية خلال فترة العلاج من قصور الغدة الدرقية. عادة تزول الأعراض عندما يتم ضبط الجرعة. [بحاجة لمصدر]
والكلاب في بعض الأحيان يحدث لها سرطان وظيفي في الغدة الدرقية، في كثير من الأحيان (حوالي 90% من الحالات) يكون ورم عنيف جدا يخترق الأنسجة وينتشر بسهولة إلى الأنسجة الأخرى (خاصة في الرئتين)، مما يجعل تطور المرض سيئ للغاية. بينما من الممكن إجراء عملية جراحية، غالبا ما يكون هذا صعبا للغاية نظرا لأن الورم يخترق الأنسجة المحيطة بما في ذلك الشرايين، والمريء، والقصبة الهوائية. قد يكون من الممكن فقط تقليل حجم الورم، وبالتالي التخفيف من الأعراض وأيضا إعطاء الوقت للعلاجات أخرى للعمل. [بحاجة لمصدر]
إذا كان الكلب لديه ورم وظيفي حميد (تظهر في 10% من الحالات)، العلاج والتشخيص لا يختلف عنه في القط. الفرق الحقيقي الوحيد هو أن الكلاب تميل إلى أن تبدو بدون أعراض، باستثناء وجود الغدة الدرقية متضخمه تظهر وكأنها كتله على الرقبة. [بحاجة لمصدر]

## معرض الصور

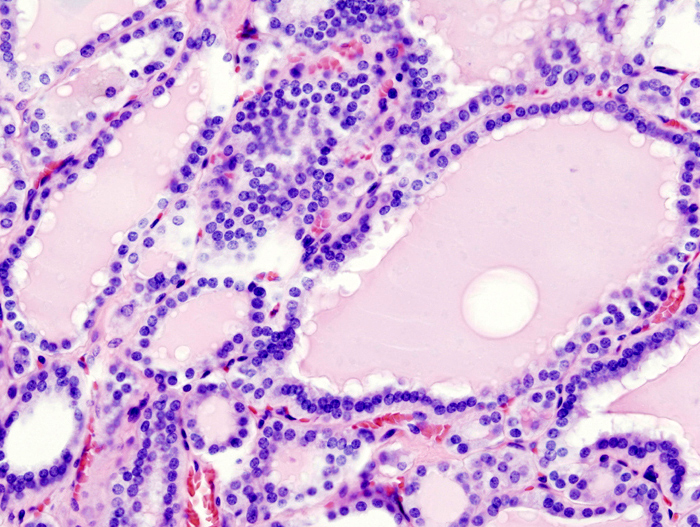
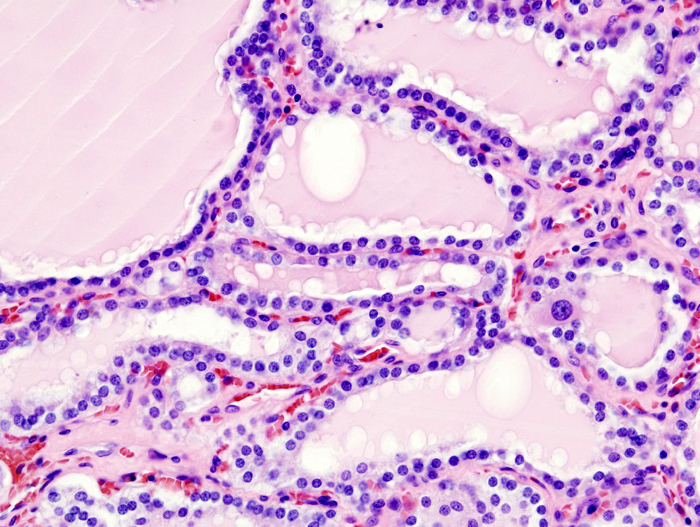
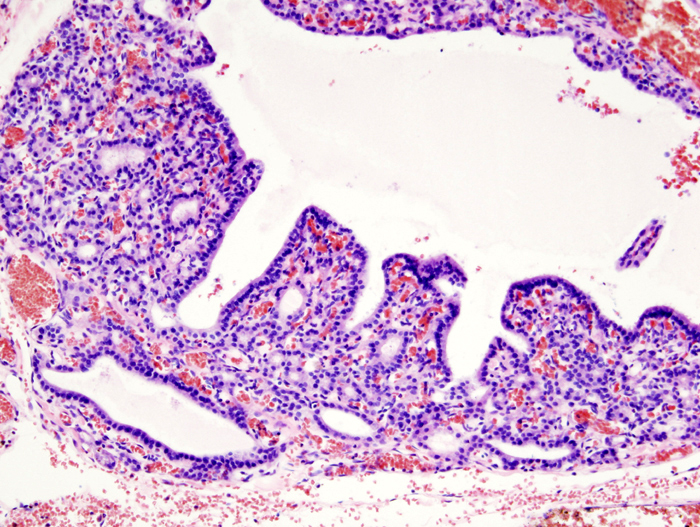